# Rocky II
Rocky II er en amerikansk film fra 1979 med Sylvester Stallone, som også har instrueret og skrevet manuskriptet, i hovedrollen.

## Handling
Rocky er, efter sejren over mesteren Apollo Creed, blevet gift med Adrian og lever et tilsyneladende godt liv. Men det bliver snart hverdag, og rastløsheden indhenter Rocky, samtidig med at præmiepengene fra sejren over Apollo slipper op. Apollo Creed vil have en omkamp, men lægerne har forbudt Rocky at bokse, men han er træt af det liv han har fået. Han arbejder på et slagteri i et hårdt, kedeligt job. Det ender med, at Rocky, på trods af lægernes modstand, accepterer revanchekampen, selvom han risikerer at blive blind, og selvom hans kone protesterer. Rocky går i hård træning med de primitive forhåndenværende midler han har til rådighed, hvilket bl.a. ses i den berømte scene, hvor han træner på de døde dyr på slagteriet. Hans modstander Apollo har derimod topmoderne træningsfaciliteter. Kampen bliver lang og hård for begge boksere, men det ender med, at Rocky besejrer Apollo Creed igen.

## Medvirkende
- Sylvester Stallone som Robert "Rocky" Balboa
- Talia Shire som Adrian Balboa
- Burt Young som Paulie Pennino
- Carl Weathers som Apollo Creed
- Burgess Meredith som Michael "Mickey" Goldmill
- Tony Burton som Tony "Duke" Evers
- Joe Spinell som Tony Gazzo